# Superpohár UEFA 2014
Superpohár UEFA 2014 byl 39. ročník jednozápasové soutěže zvané Superpohár UEFA, pořádané Evropskou fotbalovou asociací UEFA. Zápas se odehrál 12. srpna 2014 na stadionu Cardiff City Stadium v hlavním městě Walesu - v Cardiffu. Účastníky byli vítěz Ligy mistrů UEFA 2013/14 - španělský Real Madrid, a vítěz Evropské ligy UEFA 2013/14 - rovněž španělský klub Sevilla FC.
Vítězem se stal Real Madrid, který Sevillu porazil 2:0. Oba góly vstřelil portugalský kanonýr Cristiano Ronaldo.

## Místo konání
Superpohár UEFA 2014 se odehrál na stadionu Cardiff City Stadium ve velšském Cardiffu s kapacitou 33 000 diváků (byl otevřen v roce 2009). Evropský Superpohár se na tomto stadionu odehrál poprvé. Utkání zhlédlo 30 854 diváků, což byl rekord Superpoháru UEFA.

## Pravidla
- Pokud by zápas skončil nerozhodným výsledkem v normální hrací době, následovalo by 30 minut prodloužení. Pokud by i poté nebylo rozhodnuto, následoval by penaltový rozstřel. Každému týmu je povoleno 7 náhradníků na lavičce a 3 střídání během utkání.[3]

## Týmy
| Tým         | Kvalifikace                      | Předchozí účast (tučně vítězné roky) |
| ----------- | -------------------------------- | ------------------------------------ |
| Real Madrid | vítěz Ligy mistrů UEFA 2013/14   | 1998, 2000, 2002                     |
| Sevilla FC  | vítěz Evropské ligy UEFA 2013/14 | 2006, 2007                           |

## Detaily zápasu
| 12. 8. 2014 19:45 BST |               |            |                                                                         |
| Real Madrid           | 2 : 0 (1 : 0) | Sevilla FC | Cardiff City Stadium, Cardiff diváci: 30 854 rozhodčí: Mark Clattenburg |
| Ronaldo 30', 49'      | Report        |            | Cardiff City Stadium, Cardiff diváci: 30 854 rozhodčí: Mark Clattenburg |

| Real Madrid | Sevilla |

| GK              | 1  | Iker Casillas      |     |     |
| RB              | 15 | Dani Carvajal      | 45' |     |
| CB              | 3  | Pepe               |     |     |
| CB              | 4  | Sergio Ramos       |     |     |
| LB              | 5  | Fábio Coentrão     |     | 84' |
| CM              | 8  | Toni Kroos         | 53' |     |
| CM              | 19 | Luka Modrić        |     | 86' |
| RW              | 11 | Gareth Bale        |     |     |
| AM              | 10 | James Rodríguez    |     | 72' |
| LW              | 7  | Cristiano Ronaldo  |     |     |
| CF              | 9  | Karim Benzema      |     |     |
| Náhradníci:     |    |                    |     |     |
| GK              | 13 | Keylor Navas       |     |     |
| DF              | 2  | Raphaël Varane     |     |     |
| DF              | 12 | Marcelo            |     | 84' |
| DF              | 17 | Álvaro Arbeloa     |     |     |
| MF              | 22 | Ángel Di María     |     |     |
| MF              | 23 | Isco               |     | 72' |
| MF              | 24 | Asier Illarramendi |     | 86' |
| Trenér:         |    |                    |     |     |
| Carlo Ancelotti |    |                    |     |     |

| GK          | 13 | Beto                |     |     |
| RB          | 23 | Coke                |     | 84' |
| CB          | 21 | Nicolás Pareja      |     |     |
| CB          | 2  | Federico Fazio      |     |     |
| LB          | 3  | Fernando Navarro    | 66' |     |
| DM          | 4  | Grzegorz Krychowiak |     |     |
| DM          | 6  | Daniel Carriço      |     |     |
| RW          | 22 | Aleix Vidal         |     | 66' |
| AM          | 17 | Denis Suárez        |     | 78' |
| LW          | 20 | Vitolo              | 42' |     |
| CF          | 9  | Carlos Bacca        |     |     |
| Náhradníci: |    |                     |     |     |
| GK          | 25 | Mariano Barbosa     |     |     |
| DF          | 5  | Diogo Figueiras     |     | 84' |
| MF          | 10 | José Antonio Reyes  |     | 78' |
| MF          | 11 | Jairo               |     |     |
| MF          | 12 | Vicente Iborra      |     |     |
| MF          | 26 | Luismi              |     |     |
| FW          | 14 | Iago Aspas          |     | 66' |
| Trenér:     |    |                     |     |     |
| Unai Emery  |    |                     |     |     |

| Muž zápasu: Cristiano Ronaldo (Real Madrid) Asistenti rozhodčího: Simon Beck Stuart Burt Čtvrtý rozhodčí: Darren England Brankoví rozhodčí: Michael Oliver Anthony Taylor | Pravidla - 90 minut hry - 30 minut prodloužení v případě remízy. - Penaltový rozstřel v případě nerozhodného stavu po prodloužení. - 7 náhradníků a 3 střídání pro každý tým |

## Statistika
|                 | Real | Sevilla |
| --------------- | ---- | ------- |
| Vstřelené góly  | 1    | 0       |
| Počet střel     | 10   | 4       |
| Střely na bránu | 3    | 2       |
| Chycené střely  | 2    | 2       |
| Držení míče     | 58%  | 42%     |
| Rohové kopy     | 9    | 3       |
| Fauly           | 9    | 8       |
| Ofsajdy         | 2    | 1       |
| Žluté karty     | 1    | 1       |
| Červené karty   | 0    | 0       |

|                 | Real | Sevilla |
| --------------- | ---- | ------- |
| Vstřelené góly  | 1    | 0       |
| Počet střel     | 8    | 7       |
| Střely na bránu | 4    | 1       |
| Chycené střely  | 1    | 3       |
| Držení míče     | 48%  | 52%     |
| Rohové kopy     | 3    | 5       |
| Fauly           | 8    | 6       |
| Ofsajdy         | 1    | 0       |
| Žluté karty     | 1    | 1       |
| Červené karty   | 0    | 0       |

|                 | Real | Sevilla |
| --------------- | ---- | ------- |
| Vstřelené góly  | 2    | 0       |
| Počet střel     | 18   | 11      |
| Střely na bránu | 7    | 3       |
| Chycené střely  | 3    | 5       |
| Držení míče     | 53%  | 47%     |
| Rohové kopy     | 12   | 8       |
| Fauly           | 17   | 14      |
| Ofsajdy         | 3    | 1       |
| Žluté karty     | 2    | 2       |
| Červené karty   | 0    | 0       |